# Frédérique Ries
Frédérique Ries (Balen, 14 maggio 1959) è una politica belga. È membro del Parlamento europeo per la comunità francofona con il Movimento Riformatore.

## Biografia
Ries si è laureata in economia ed ha un master in giornalismo conseguito all'Università di Liegi nel 1981.
È stata direttrice commerciale a Radio FM56 dal 1981 al 1984. Dal 1984 al 1987, è stata produttrice e presentatrice televisiva a RTL (Radio Télévision Luxembourg) in Lussemburgo. In seguito, ha lavorato a Bruxelles come conduttrice di notiziari fino al 1998.

### Carriera politica
Nel 1999, Ries si candida all'Europarlamento con il Partito Riformatore Liberale, componente il Movimento Riformatore. Dopo la sua elezione si è occupata principalmente di salute, ambiente e sicurezza alimentare. È inoltre membro della delegazione europea per le relazioni con Israele.
Dal 1º febbraio 2014 al 15 giugno dello stesso anno, è stata segretario di Stato per gli affari europei e gli affari esteri nel secondo governo presieduto da Guy Verhofstadt. Nel 2016, è tra gli europarlamentari di ALDE che si oppongono all'alleanza con il Movimento 5 Stelle.